# Тыкназ, Демир Эге
Демир Эге Тыкназ (тур. Demir Ege Tıknaz; 17 августа 2004, Кадыкёй, Турция) — турецкий футболист, полузащитник клуба «Бешикташ» и сборной Турции.

## Клубная карьера
Тыкназ — воспитанник клуба «Бешикташ». В сезоне 2021/22 был переведён в основную команду, за неё дебютировал 11 ноября 2021 года в товарищеском матче против македонского клуба «Шкупи», заменив Алекса Тейшейра на 46-й минуте. В чемпионате Турции дебютировал 20 августа 2023 года в матче против «Пендикспор», заменив Салиха Учана на 89-й минуте.

## Международная карьера
Тыкназ имеет опыт выступления за юношеские и молодежные сборные Турции. За сборную Турции до 21 года дебютировал 12 сентября 2023 года в матче против сверстников из Италии.